# 森下千里
森下千里（日语：森下 千里，1981年9月1日—），是日本愛知縣出身的知名写真偶像、模特兒、演员。

## 人物
賽車皇后出身的森下千里，從賽車場轉戰演藝圈，憑藉她那天使的面孔、魔鬼的身材，立刻成為詢問度最高的寫真女星，隨即演出電影《完全自殺手冊》，並發行單曲當歌手，全方位出擊。
- 1981年生於名古屋愛知縣。名古屋學院大學輟學。持有資金管理測試一級及財務策劃（FP）2級的資格。

- 2001年開始了她的職業生涯，同年被譽為“年度賽車皇后”

- 業餘愛好是釣魚及高爾夫球，那是適合通過一個旅行項目和品種的工作。目前，它也出現在釣魚程序以不規則的時間間隔。